# 我的可愛已經快到有效期限!?
《我的可愛要過期了！？》自2022年4月16日至6月11日在日本朝日電視網每週六晚間的“週六好劇”時段（23時30分－翌日0時0分）播出，由所屬傑尼斯事務所的山田涼介（Hey! Say! JUMP）主演。台灣由KKTV、friDay影音、LINE TV於4月17日起跟播。

## 演員列表

### 主要演員

#### 彌生啤酒
- 丸谷康介〈29〉：山田涼介（Hey! Say! JUMP）[1]

營業1部職員。從小就大受歡迎，靠可愛行走天下。
- 真田和泉〈26〉：芳根京子[1]

原為商品開發部職員後到營業1部。認為自己只是人生的配角。
- 一之瀬圭〈24〉：大橋和也 （浪花男子）[2]

營業1部職員，康介的後輩。
- 鏑木悟〈44〉：迫田孝也[3]

營業1部職員，康介的前輩。
- 森保莉子〈25〉：鞘師里保[4]

前台接待員。在公司裡最受歡迎。康介的戀人。
- 山室司〈50〉：西田尚美 [2]

營業1部部長，康介的上司。
- 須藤周平〈51〉：津田健次郎

商品開發部BOSS，喜歡真田。
- 堀良太：阿瀬川健太

康介的同事。

#### 丸谷酒造
- 丸谷路子：室井滋

丸谷康介母親
- 丸谷康弘：牟田浩二

丸谷康介父親

#### 其他人物
- 大叔〈59〉：古田新太 [2]

常常神出鬼沒出現在康介眼前的大叔。
- 大原美波：上西星來

彌生啤酒新商品「夏浪漫」代言人。

## 製作團隊
- 編劇：田邊茂範
- 導演：新城毅彥、中前勇兒、飛田一樹
- 配樂：井筒昭雄
- 主題曲：Hey! Say! JUMP（J Storm）
- 首席製片：中川慎子（朝日電視台）
- 共同製片：峰島步（朝日電視台）、田中真由子（朝日電視台，第3話 - ）、尾花典子（J Storm）、森田美桜（AOI Pro.）
- 制作協力：AOI Pro.
- 製作：朝日電視台、J Storm

## 播出日程
| 各話   | 播出日期 | 標題                     | 導演     |
| ------ | -------- | ------------------------ | -------- |
| 第1話  | 4月16日  | 可愛就是我的武器         | 新城毅彥 |
| 第2話  | 4月23日  | 可愛的終點               | 新城毅彥 |
| 第3話  | 4月30日  | 可愛的偏見               | 中前勇兒 |
| 第4話  | 5月07日  | 秘密的擁抱 強大的情敵    | 中前勇兒 |
| 第5話  | 5月14日  | 突然加速的戀情           | 飛田一樹 |
| 第6話  | 5月21日  | 最初和最後的約會         | 新城毅彥 |
| 第7話  | 5月28日  | 第一次在外過夜就是在老家 | 中前勇兒 |
| 第8話  | 6月04日  | 前男友出現？面臨分手危機 | 新城毅彥 |
| 最終話 | 6月11日  | 再見！我的戀情和可愛−    | 新城毅彥 |

- 最終話為1小時特別篇，提早30分鐘播放（23:00 - 0:00）。

## 衍生劇集

### 網路電視劇
衍生劇集《我的可愛還在發展!?》於網路動畫平台・TELASA獨家播出。由大橋和也（浪花男子）主演。

#### 劇情簡介（網路電視劇）
講述從關西分公司調至關東總公司的年輕營業職員一之瀬圭的上京物語。每天在不習慣的環境與工作苦鬥的日子中度過。
某天，命運般地與因演員夢上京奮鬥的高中時期女友重逢，以此為契機...

#### 登場人物（網路電視劇）
- 一之瀬圭：大橋和也（浪花男子）
- 大原美波：上西星來
- 鏑木悟：迫田孝也
- 山室つかさ：西田尚美
- 須藤周平：津田健次郎
- 真田和泉：芳根京子（特別出演）

#### 製作團隊（網路電視劇）
- 編劇：内平未央
- 導演：中村圭良
- 總製作人：中川慎子（朝日電視台）
- 製作人：峰島あゆみ（朝日電視台）、尾花典子（J Storm）、森田美櫻（AOI Pro.）
- 制作協力：AOI Pro.
- 制作著作：朝日電視台、J Storm

#### 播放日程（網路電視劇）
| 集數   | 播放開始日 |
| ------ | ---------- |
| 第1話  | 5月15日    |
| 第2話  | 5月22日    |
| 最終話 | 5月29日    |

## 外部連結
- 官方網站 （页面存档备份，存于）
- 我的可愛已經快到有效期限!?的X（前Twitter）
- 我的可愛已經快到有效期限!?的Instagram帳戶
- 我的可愛已經快到有效期限!?的TikTok

| 朝日電視網 週六好劇                       | 朝日電視網 週六好劇                                   | 朝日電視網 週六好劇 |
| ----------------------------------------- | ----------------------------------------------------- | ------------------- |
|                                           | 我的可愛已經快到有效期限!? （2022年4月16日－6月11日） |                     |
| 和風喫茶鹿楓堂 （2022年1月15日－3月19日） | 朋友遊戲R4 （2022年7月23日－9月10日）                 |                     |

| 臺灣 緯來日本台 週一至週五 23:00-00:00              | 臺灣 緯來日本台 週一至週五 23:00-00:00           | 臺灣 緯來日本台 週一至週五 23:00-00:00 |
| --------------------------------------------------- | ------------------------------------------------ | -------------------------------------- |
|                                                     | 只靠可愛不行嗎 （2024年1月22日－1月26日）        |                                        |
| 獻給國王的無名指 （重播） （2024年1月8日－1月19日） | 談戀愛狀況外 （重播） （2024年1月29日－2月19日） |                                        |